# Albert Bogen
Pour les articles homonymes, voir Bogen.
Dans le nom hongrois Bogen Albert, le nom de famille précède le prénom, mais cet article utilise l’ordre habituel en français Albert Bogen, où le prénom précède le nom.
Albert Milkós Bogen (aussi connu sous le nom de Albert Nicolaus Bogen II), né Albert Bógathy le 8 avril 1882 à Vilika Kikinda, dans le comitat de Torontál, royaume de Hongrie, Autriche-Hongrie (aujourd'hui Kikinda, en Serbie), et mort le 14 juillet 1961 à Budapest, est un escrimeur hongrois qui a également représenté l'Autriche. Il tire au sabre sous bannière autrichienne aux Jeux olympiques de 1912 à Stockholm, puis hongroise à l'épée aux Jeux de 1928 à Amsterdam. Il décroche, pendant les Jeux de 1912, une médaille d'argent par équipes.

## Biographie
Albert Bogáthy naît en 1882, dans une ville du sud du royaume de Hongrie ou en Roumanie.
Alors que la Hongrie et l'Autriche sont unies, les deux pays envoient des délégations séparées aux olympiades de 1912. Bógathy, devenu Bogen, tire pour l'Autriche plutôt que la Hongrie. Dans l'épreuve de sabre par équipes aux Jeux de Stockholm, les deux nations s'affrontent pour l'or. L'Autriche dispose de son côté des équipes des Pays-Bas et du Danemark dans le tour préliminaire. En poule de demi-finale, elle bat l'Italie et l'Empire allemand mais chute une première fois contre la Hongrie. Dans la poule finale, les Autrichiens s'inclinent d'emblée contre les Hongrois, mais s'imposent contre les deux autres équipes : la Bohême et les Pays-Bas, obtenant ainsi la médaille d'argent derrière les Hongrois invaincus. Dans l'épreuve individuelle, Bogen se qualifie pour le second tour de poules, mais n'y participe pas.
Sa carrière olympique reprend en 1928, cette fois sous les couleurs de la Hongrie et dans une arme différente, l'épée. Sa fille Erna prend également part à ces Jeux. À 46 ans, il ne prend part qu'à la compétition par équipes. Dès le premier tour de poules, la Hongrie s'incline contre les États-Unis (5-11) et contre le royaume d'Égypte (7-8) et ne progresse pas au tour suivant. Dans ces deux rencontres, Bogen perd trois de ses quatre matchs. L'équipe atteint finalement la 14e position.
Albert Bogen est le patriarche d'une petite dynastie de grands escrimeurs hongrois. Il est père d'Erna Bogen (née en 1906) et grand-père de Pál Gerevich. Tous deux ont obtenu des médailles olympiques.

## Palmarès
- Jeux olympiques
  -  Médaille d'argent au sabre par équipes aux Jeux olympiques de 1912 à Stockholm